# Associazione Sportiva Roma 1936-1937
Questa voce raccoglie le informazioni riguardanti l'Associazione Sportiva Roma nelle competizioni ufficiali della stagione 1936-1937.

## Stagione
Durante la campagna acquisti estiva giunge nella capitale, fra gli altri, il centrocampista della Nazionale Pietro Serantoni. La squadra accusa gli infortuni di Guido Masetti e di Dante Di Benedetti, attaccante rivelazione del precedente campionato. Quell'anno esordisce Amedeo Amadei che, andando a segno nella partita contro la Lucchese, diventa il marcatore più giovane della Serie A a 15 anni 9 mesi 14 giorni, record che tuttora detiene. La stagione si conclude con il decimo posto e la finale di Coppa Italia persa contro il Genoa per 1-0. Nella Coppa dell'Europa Centrale la squadra non va oltre i quarti di finale, venendo eliminata dallo Sparta Praga.

## Divise
La divisa primaria della Roma è costituita da maglia rossa con collo a V giallo e bordo manica giallo, pantaloncini bianchi e calzettoni neri con banda giallorossa orizzontale; la seconda divisa presenta una maglia bianca, pantaloncini bianchi e calzettoni neri, questi con una banda giallorossa orizzontale. Nelle partite casalinghe viene usata anche una divisa completamente nera con maglia con colletto a polo, in onore del governo fascista.  I portieri hanno due divise: la prima costituita da maglia nera, colletto a polo e bordo manica giallorosso, la seconda grigia con colletto a polo; calzettoni e calzoncini sono neri, questi ultimi con bande giallorosse orizzontali.
| Casa | Casa (alternativa) | Trasferta | 1ª div. portiere | 2ª div. portiere |

## Organigramma societario
Di seguito l'organigramma societario.
Area direttiva
- Presidente: Igino Betti

Area tecnica
- Allenatore: Luigi Barbesino

## Rosa
Di seguito la rosa.
| N. |                      | Ruolo | Calciatore                   |
| -- | -------------------- | ----- | ---------------------------- |
|    | Italia (bandiera)    | P     | Guido Masetti                |
|    | Italia (bandiera)    | P     | Cesare Francalancia          |
|    | Italia (bandiera)    | P     | Archimede Nardi              |
|    | Italia (bandiera)    | P     | Cesare Valinasso             |
|    | Italia (bandiera)    | P     | Giovanni Zucca               |
|    | Italia (bandiera)    | D     | Luigi Allemandi              |
|    | Argentina (bandiera) | D     | Roberto Allemandi            |
|    | Italia (bandiera)    | D     | Nazzareno Celestini          |
|    | Italia (bandiera)    | D     | Renato Cipriani              |
|    | Italia (bandiera)    | D     | Andrea Gadaldi               |
|    | Italia (bandiera)    | D     | Alfredo Marini               |
|    | Italia (bandiera)    | D     | Eraldo Monzeglio             |
|    | Italia (bandiera)    | C     | Fulvio Bernardini (capitano) |
|    | Italia (bandiera)    | C     | Renato Cattaneo              |

| N. |                   | Ruolo | Calciatore         |
| -- | ----------------- | ----- | ------------------ |
|    | Italia (bandiera) | C     | Ugo Cerroni        |
|    | Italia (bandiera) | C     | Evaristo Frisoni   |
|    | Italia (bandiera) | C     | Alfredo Mazzoni    |
|    | Italia (bandiera) | C     | Antonio Fusco      |
|    | Italia (bandiera) | C     | Gastone Prendato   |
|    | Italia (bandiera) | C     | Franco Scaramelli  |
|    | Italia (bandiera) | C     | Pietro Serantoni   |
|    | Italia (bandiera) | C     | Glauco Signorini   |
|    | Italia (bandiera) | C     | Ernesto Tomasi     |
|    | Italia (bandiera) | A     | Amedeo Amadei      |
|    | Italia (bandiera) | A     | Dante Di Benedetti |
|    | Italia (bandiera) | A     | Domenico D'Alberto |
|    | Italia (bandiera) | A     | Mario Marchegiani  |
|    | Italia (bandiera) | A     | Otello Subinaghi   |

## Calciomercato
Di seguito il calciomercato.
| Acquisti | Acquisti         | Acquisti | Acquisti   |
| R.       | Nome             | da       | Modalità   |
| -------- | ---------------- | -------- | ---------- |
| P        | Cesare Valinasso | Juventus | definitivo |
| D        | Renato Cipriani  | -        | svincolato |
| C        | Alfredo Mazzoni  | Modena   | definitivo |
| C        | Gastone Prendato | Juventus | definitivo |
| C        | Pietro Serantoni | Juventus | definitivo |
| A        | Glauco Signorini | Roman    | definitivo |

| Cessioni | Cessioni          | Cessioni | Cessioni   |
| R.       | Nome              | a        | Modalità   |
| -------- | ----------------- | -------- | ---------- |
| P        | Giovanni Zucca    | -        | svincolato |
| D        | Giorgio Carpi     | -        | svincolato |
| C        | Armando Preti     | MATER    | definitivo |
| C        | Otello Trombetta  | L'Aquila | definitivo |
| C        | Giacomo Valentini | L'Aquila | definitivo |
| A        | Pietro Pastore    | -        | svincolato |

## Risultati

### Serie A

#### Girone di andata
| Napoli 13 settembre 1936 1ª giornata | Napoli        | 0 – 0 referto | Roma | Stadio Partenopeo\| Arbitro: \| Scarpi (Dolo) \| |
| Arbitro:                             | Scarpi (Dolo) |               |      |                                                  |

| Arbitro: | Bevilacqua (Viareggio) |

|                                     |           |  |
| D'Alberto 26’ Di Benedetti 78’, 83’ | Marcatori |  |

| Arbitro: | Scotto (Savona) |

|                        |           |  |
| Silano 14’ Allasio 55’ | Marcatori |  |

| Arbitro: | Casati (Como) |

|                |           |  |
| Bernardini 61’ | Marcatori |  |

| Arbitro: | Ciamberlini (Genova) |

|                       |           |                 |
| Meazza 43’ Frossi 67’ | Marcatori | 9’ Di Benedetti |

| Arbitro: | Scorzoni (Bologna) |

|                                     |           |            |
| Di Benedetti 22’, 89’ Serantoni 62’ | Marcatori | 10’ Busani |

| Arbitro: | Mastellari (Bologna) |

|                               |           |                              |
| Rocco 30’ (rig.) Castello 89’ | Marcatori | 22’ D'Alberto 83’ Bernardini |

| Arbitro: | Gonani (Ravenna) |

|                                                            |           |                 |
| Subinaghi 13’, 36’ D'Alberto 46’, 70’ Caldarulo 77’ (aut.) | Marcatori | 18’, 65’ Grolli |

| Arbitro: | Scorzoni (Bologna) |

|                                               |           |                       |
| Borel 5’ Gabetto 18’, 30’, 48’ Scagliotti 80’ | Marcatori | 38’ (rig.) Bernardini |

| Roma 29 novembre 1936, ore 14:30 10ª giornata | Roma             | 0 – 0 referto | Genova 1893 | Campo Testaccio\| Arbitro: \| Caironi (Milano) \| |
| Arbitro:                                      | Caironi (Milano) |               |             |                                                   |

| Arbitro: | Mattea (Torino) |

|  |           |               |
|  | Marcatori | 22’ Reguzzoni |

| Arbitro: | Ciamberlini (Genova) |

|             |           |  |
| Moretti 90’ | Marcatori |  |

| Arbitro: | Scarpi (Dolo) |

|                    |           |  |
| Negro 1’ Viani 10’ | Marcatori |  |

| Arbitro: | Saracini (Ancona) |

|                                          |           |  |
| Subinaghi 25’ Prendato 74’ D'Alberto 81’ | Marcatori |  |

| Arbitro: | Gonani (Ravenna) |

|                                              |           |               |
| Torri 24’, 40’, 83’ Bellini 34’ Rizzotti 71’ | Marcatori | 85’ Allemandi |

#### Girone di ritorno
| Arbitro: | Scorzoni (Bologna) |

|               |           |  |
| D'Alberto 56’ | Marcatori |  |

| Arbitro: | Mattea (Torino) |

|  |           |            |
|  | Marcatori | 9’ Mazzoni |

| Arbitro: | Bevilacqua (Viareggio) |

|              |           |           |
| Prendato 50’ | Marcatori | 26’ Baldi |

| Arbitro: | Turbiani (Ferrara) |

|                                                   |           |                                  |
| Casalino 28’, 51’ Vecchi 57’ Croce 69’ Turino 88’ | Marcatori | 13’, 90’ Subinaghi 53’ D'Alberto |

| Roma 14 febbraio 1937, ore 15:00 20ª giornata | Roma               | 0 – 0 referto | Ambrosiana-Inter | Campo Testaccio (14.000 circa spett.)\| Arbitro: \| Scorzoni (Bologna) \| |
| Arbitro:                                      | Scorzoni (Bologna) |               |                  |                                                                           |

| Arbitro: | Scarpi (Dolo) |

|  |           |            |
|  | Marcatori | 9’ Mazzoni |

| Arbitro: | Bertolio (Torino) |

|             |           |                       |
| Gadaldi 12’ | Marcatori | 5’, 41’, 55’ Busidoni |

| Arbitro: | Moretti (Genova) |

|            |           |  |
| Rossini 8’ | Marcatori |  |

| Arbitro: | Bevilacqua (Viareggio) |

|                                         |           |             |
| Subinaghi 68’ Mazzoni 70’ Serantoni 90’ | Marcatori | 26’ Gabetto |

| Arbitro: | Pizziolo (Firenze) |

|                                                        |           |             |
| Scarabello 39’ (rig.) Marchionneschi 76’ Fasanelli 81’ | Marcatori | 82’ Gadaldi |

| Arbitro: | Ciamberlini (Genova) |

|             |           |  |
| Sansone 83’ | Marcatori |  |

| Roma 18 aprile 1937 27ª giornata | Roma             | 0 – 0 referto | Milan | Campo Testaccio (10.000 circa spett.)\| Arbitro: \| Gonani (Ravenna) \| |
| Arbitro:                         | Gonani (Ravenna) |               |       |                                                                         |

| Arbitro: | Mattea (Torino) |

|                            |           |                            |
| Tomasi 9’ Di Benedetti 54’ | Marcatori | 3’ Viani 69’ (rig.) Stella |

| Arbitro: | Salvagno (Trieste) |

|                                             |           |            |
| Gringa 3’ Michelini 38’, 49’, 83’ Scher 51’ | Marcatori | 30’ Amadei |

| Arbitro: | Pizziolo (Firenze) |

|               |           |  |
| Serantoni 81’ | Marcatori |  |

### Coppa Italia

#### Fase finale
| Arbitro: | Ciamberlini (Genova) |

|                                    |           |          |
| D'Alberto 36’ Serantoni 56’ (rig.) | Marcatori | 5’ Rocco |

| Arbitro: | Scorzoni (Bologna) |

|                            |           |             |
| Di Benedetti 13’, 71’, 90’ | Marcatori | 78’ Allasio |

| Arbitro: | Bevilacqua (Viareggio) |

|  |           |            |
|  | Marcatori | 8’ Mazzoni |

| Arbitro: | Scorzoni (Bologna) |

|  |           |                              |
|  | Marcatori | 18’ Mazzoni 33’ Di Benedetti |

| Arbitro: | Mattea (Torino) |

|           |           |  |
| Torti 78’ | Marcatori |  |

### Coppa dell'Europa Centrale

#### Fase ad eliminazione diretta
| Arbitro: | ? |

|                              |           |                  |
| Aurednik 21’ Binder 23’, 63’ | Marcatori | 60’ Di Benedetti |

| Arbitro: | Bangerter |

|                                                                   |           |            |
| Serantoni 6’, 35’ Tauschek 21’ (aut.) D'Alberto 43’ Subinaghi 50’ | Marcatori | 83’ Binder |

| Arbitro: | Ivancsics |

|                                      |           |  |
| Zajícek 20’ Faczinek 44’ Nejedlý 69’ | Marcatori |  |

| Arbitro: | ? |

|                 |           |             |
| Di Benedetti 1’ | Marcatori | 2’ Faczinek |

## Statistiche

### Statistiche di squadra
Di seguito le statistiche di squadra.
| Competizione               | Punti | In casa | In casa | In casa | In casa | In casa | In casa | In trasferta | In trasferta | In trasferta | In trasferta | In trasferta | In trasferta | Totale | Totale | Totale | Totale | Totale | Totale | DR |
| Competizione               | Punti | G       | V       | N       | P       | Gf      | Gs      | G            | V            | N            | P            | Gf           | Gs           | G      | V      | N      | P      | Gf     | Gs     | DR |
| -------------------------- | ----- | ------- | ------- | ------- | ------- | ------- | ------- | ------------ | ------------ | ------------ | ------------ | ------------ | ------------ | ------ | ------ | ------ | ------ | ------ | ------ | -- |
| Serie A                    | 27    | 15      | 8       | 5       | 2       | 24      | 11      | 15           | 2            | 2            | 11           | 12           | 34           | 30     | 10     | 7      | 13     | 36     | 45     | -9 |
| Coppa Italia               |       | 2       | 2       | 0       | 0       | 5       | 2       | 3            | 2            | 0            | 1            | 3            | 1            | 5      | 4      | 0      | 1      | 8      | 3      | +5 |
| Coppa dell'Europa Centrale |       | 2       | 1       | 1       | 0       | 6       | 2       | 2            | 0            | 0            | 2            | 1            | 6            | 4      | 1      | 1      | 2      | 7      | 8      | -1 |
| Totale                     |       | 19      | 11      | 6       | 2       | 35      | 15      | 20           | 4            | 2            | 14           | 16           | 41           | 39     | 15     | 8      | 16     | 51     | 56     | -5 |

### Andamento in campionato
| Giornata  | 1 | 2 | 3 | 4 | 5 | 6 | 7 | 8 | 9 | 10 | 11 | 12 | 13 | 14 | 15 | 16 | 17 | 18 | 19 | 20 | 21 | 22 | 23 | 24 | 25 | 26 | 27 | 28 | 29 | 30 |
| --------- | - | - | - | - | - | - | - | - | - | -- | -- | -- | -- | -- | -- | -- | -- | -- | -- | -- | -- | -- | -- | -- | -- | -- | -- | -- | -- | -- |
| Luogo     | T | C | T | C | T | C | T | C | T | C  | C  | T  | T  | C  | T  | C  | T  | C  | T  | C  | T  | C  | T  | C  | T  | T  | C  | C  | T  | C  |
| Risultato | N | V | P | V | P | V | N | V | P | N  | P  | P  | P  | V  | P  | V  | V  | N  | P  | N  | V  | P  | P  | V  | P  | P  | N  | N  | P  | V  |
| Posizione | 6 | 2 | 7 | 3 | 7 | 3 | 4 | 4 | 4 | 5  | 7  | 9  | 11 | 9  | 11 | 9  | 6  | 7  | 9  | 9  | 8  | 9  | 10 | 10 | 10 | 10 | 10 | 10 | 12 | 10 |

Legenda:

Luogo: C = Casa; T = Trasferta. Risultato: V = Vittoria; N = Pareggio; P = Sconfitta.

### Statistiche dei giocatori
Desunte dalle edizioni cartacee dei giornali dell'epoca.
| Giocatore       | Serie A  | Serie A | Coppa Italia | Coppa Italia | Coppa dell'Europa Centrale | Coppa dell'Europa Centrale | Totale   | Totale |
| Giocatore       | Presenze | Reti    | Presenze     | Reti         | Presenze                   | Reti                       | Presenze | Reti   |
| --------------- | -------- | ------- | ------------ | ------------ | -------------------------- | -------------------------- | -------- | ------ |
| G. Masetti      | 21       | -30     | 1            | -1           | 1                          | -1                         | 23       | -32    |
| C. Francalancia | 2        | -1      | 0            | -0           | 0                          | -0                         | 2        | -1     |
| A. Nardi        | 3        | -9      | 0            | -0           | 2                          | -4                         | 5        | -13    |
| C. Valinasso    | 4        | -5      | 4            | -2           | 0                          | -0                         | 8        | -7     |
| G. Zucca        | 0        | -0      | 0            | -0           | 1                          | -3                         | 1        | -3     |
| L. Allemandi    | 21       | 1       | 4            | 0            | 2                          | 0                          | 27       | 1      |
| R. Allemandi    | 2        | 0       | 0            | 0            | 0                          | 0                          | 2        | 0      |
| R. Cipriani     | 1        | 0       | 0            | 0            | 0                          | 0                          | 1        | 0      |
| N. Celestini    | 0        | 0       | 0            | 0            | 0                          | 0                          | 0        | 0      |
| A. Gadaldi      | 29       | 2       | 5            | 0            | 3                          | 0                          | 37       | 2      |
| A. Marini       | 2        | 0       | 0            | 0            | 0                          | 0                          | 2        | 0      |
| E. Monzeglio    | 30       | 0       | 5            | 0            | 4                          | 0                          | 39       | 0      |
| F. Bernardini   | 28       | 3       | 4            | 0            | 4                          | 0                          | 36       | 3      |
| R. Cattaneo     | 7        | 0       | 0            | 0            | 4                          | 0                          | 11       | 0      |
| U. Cerroni      | 0        | 0       | 0            | 0            | 0                          | 0                          | 0        | 0      |
| E. Frisoni      | 19       | 0       | 4            | 0            | 3                          | 0                          | 26       | 0      |
| A. Mazzoni      | 15       | 3       | 5            | 2            | 0                          | 0                          | 20       | 5      |
| A. Fusco        | 21       | 0       | 2            | 0            | 0                          | 0                          | 23       | 0      |
| G. Prendato     | 10       | 2       | 1            | 0            | 0                          | 0                          | 11       | 2      |
| F. Scaramelli   | 2        | 0       | 0            | 0            | 0                          | 0                          | 2        | 0      |
| P. Serantoni    | 23       | 3       | 5            | 1            | 4                          | 2                          | 32       | 6      |
| G. Signorini    | 1        | 0       | 0            | 0            | 0                          | 0                          | 1        | 0      |
| E. Tomasi       | 19       | 1       | 4            | 0            | 4                          | 0                          | 27       | 1      |
| A. Amadei       | 3        | 1       | 4            | 0            | 0                          | 0                          | 7        | 1      |
| D. Di Benedetti | 18       | 6       | 4            | 4            | 4                          | 2                          | 26       | 12     |
| D. D'Alberto    | 29       | 7       | 2            | 1            | 4                          | 1                          | 35       | 9      |
| M. Marchegiani  | 2        | 0       | 0            | 0            | 0                          | 0                          | 2        | 0      |
| O. Subinaghi    | 18       | 6       | 1            | 0            | 4                          | 1                          | 23       | 7      |

### Videografia
- Manuela Romano (a cura di), La storia della A.S. Roma (10 DVD-Video), Corriere dello Sport, Rai Trade, 2006.